# Daisy chain (informatica)

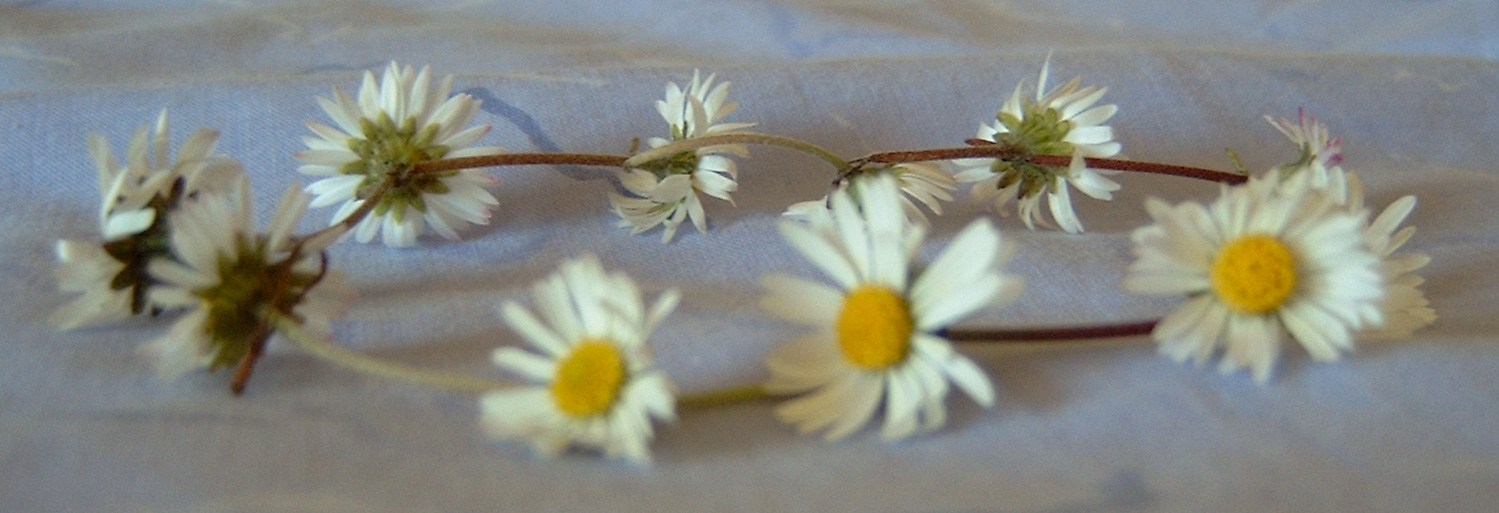
De gelijknamige madeliefketting.

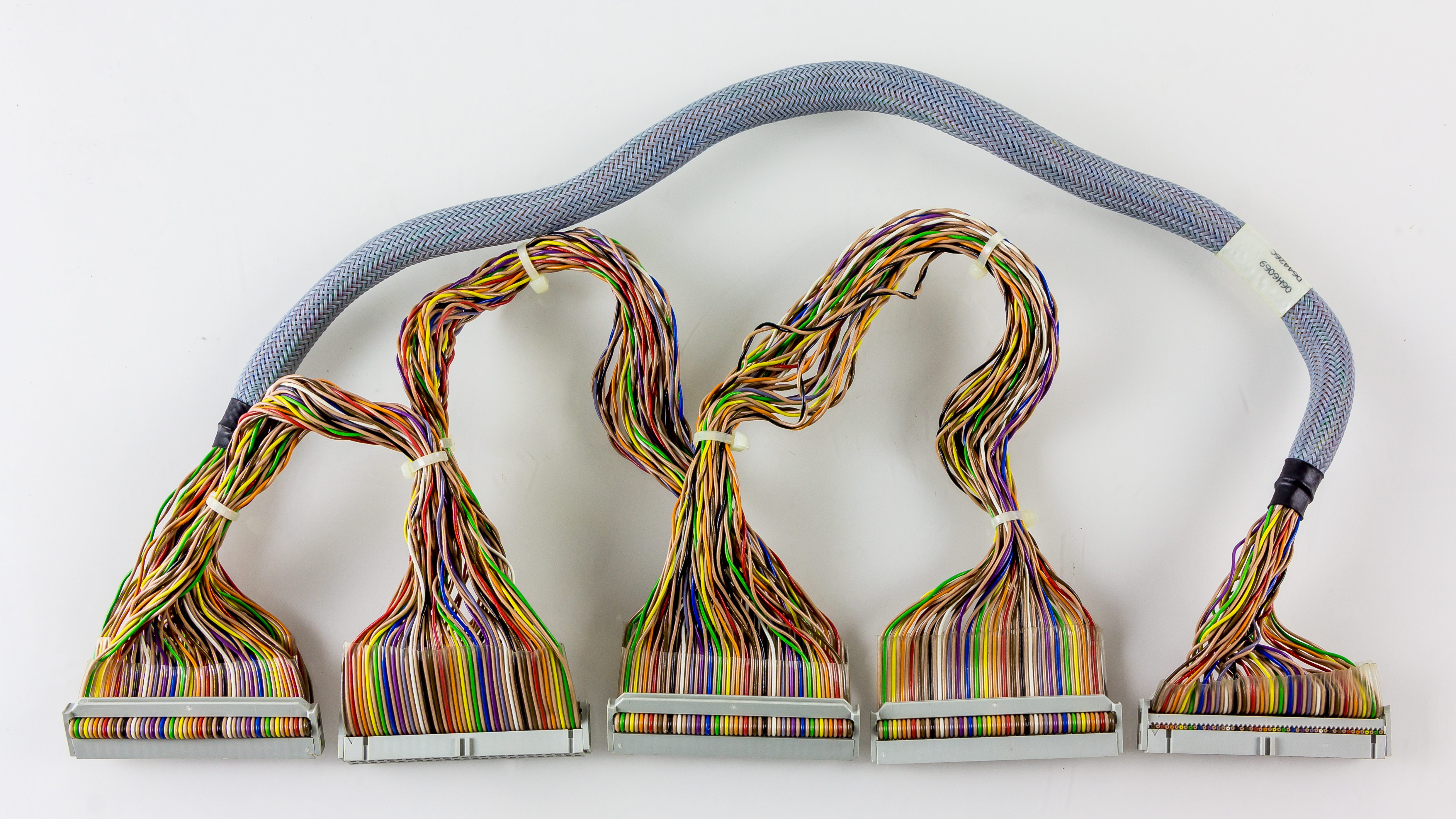
Een daisy chain SCSI-kabel.

Met een daisy chain wordt in de informatica een aantal hardwarecomponenten bedoeld, die in serie met elkaar zijn geschakeld, meestal in zogenaamde bussystemen in de automatiseringstechniek.
Het eerste onderdeel is direct verbonden met een computersysteem (de computer zelf of de bus). De andere componenten zijn nu verbonden met hun voorgangers (serieverbinding), waardoor een ketting ontstaat. Het signaal van en naar een component gaat nu via zijn voorganger naar het computersysteem. Bij deze wisseling van de componenten is het van belang dat er prioriteiten kunnen worden toegekend. Zo kan worden gespecificeerd dat informatie bijvoorbeeld alleen kan worden verzonden als de lijn vrij is, of dat sommige componenten onvoorwaardelijke prioriteit hebben boven andere. Dit kan conflicten en storingen voorkomen.
Naast de informatica kan de term daisy chain ook in bredere zin worden gebruikt voor elektrische of elektronische apparaten die in serie of binnen een ring zijn doorverbonden met elkaar.

## Voorbeelden
Enkele voorbeelden van protocollen waarbij men daisy chaining kan toepassen zijn:
- DisplayPort
- FireWire
- Thunderbolt (interface)
- SCSI
- MIDI
- DMX-protocol
- SPI
- JTAG/Boundary scan